# Stephen Ahorlu
Stephen Ahorlu (Kpandu, 5 de setembro de 1988) é um futebolista ganês, que atua na posição de goleiro e joga na equipe do Medeama SC de Gana desde 2011.
Participou da Copa do Mundo FIFA de 2010 pela Seleção Ganesa de Futebol.